# Słonawy Młyn
Słonawy Młyn – historyczna część miasta Oborniki położona nad Wełną, na północ od centrum, w rejonie ulicy Chłopskiej. Do 1926 odrębna miejscowość.

## Historia
Miejscowość wzmiankowana w 1459 roku, należała do wójtów Obornik, którzy tu posiadali młyn napędzany wodami Wełny. Na początku XIX w. młyn przejęły władze pruskie, po czym trafił w posiadanie niemieckich rodzin Busów i Dittmarów. W drugiej połowie XIX w. właścicielami terenu  została rodzina Dahlmannów, która w 1884 r. na fundamentach poprzednika zbudowała  nowy młyn zbożowy. Rozbudowywano go do 1908 roku i nazwano „Słonawym” (niem. Słonawy Mühle), po czym stał się ważnym regionalnym zakładem przetwórczym pod keirownictwem Eduarda Dahlmanna. 
Słonawy Młyn stanowił dawny obszar dworski w powiecie obornickim, od 1919 w woj. poznańskim. 1 marca 1926 Słonawy Młyn włączono do Obornik.
Po II wojnie światowej młyn został upaństwowiony, stając się składową przedsiębiorstwa Państwowe Zakłady Zbożowe w Szamotułach, które zarządzały nim do swojej upadłości w latach 90. XX w. Obecnie zabytkowy obiekt należy do prywatnych właścicieli. W pobliżu znajduje się rezerwat przyrody Słonawy.